# 캐노니컬
캐노니컬 유한회사(영어: Canonical Ltd)는 영국의 컴퓨터 소프트웨어 회사이다. 우분투 개발자인 마크 셔틀워스가 우분투의 보급을 위해 세운 회사이다.

## 캐노니컬이 지원하는 프로젝트
- 우분투(Ubuntu): 데비안에 기반한 리눅스 배포판이다. 데스크톱 관리자로 유니티 (Unity)와 그놈 (Gnome)을 사용한다.
- 쿠분투(Kubuntu): 데스크톱 관리자로 KDE를 사용한 리눅스 배포판이다.
- 주분투(Xubuntu): 데스크톱 관리자로 Xfce를 사용한 리눅스 배포판이다.
- 런치패드(Launchpad): 자유 소프트웨어 개발과 관리를 위한 웹사이트이다.
- 우분투 원(Ubuntu One): 캐노니컬이 운영하는 웹저장 서비스이다.
- 리브레오피스(LibreOffice): 오픈오피스로부터 분리되어 나온 오피스 제품군이다.
- 바자(Bazzar): 분산 버전 관리 시스템의 일종이다.

## 수익 창출
2008년 5월의 가디언 인터뷰에 따르면, 마크 셔틀워스는 캐노니컬 사업 계획안은 서비스 제공이였고, 아직 수익성을 창출해낼 때가 아니라고 말했다. 캐노니컬은 또한 3~5년 내에 수익을 내야 할 것이라고도 말했다. 그는 캐노니컬이 자유 소프트웨어의 수요를 책임지는 존재가 돼야 한다고 했다. 이것은 90년대 레드햇의 사업 계획과도 비교되고는 한다. 그러나 2009년 초 뉴욕 타임스 기사에서 셔틀워스는 캐노니컬의 공식적인 수익 3천만 달러(3백억 원)는 우분투가 정기적으로 업데이트되기 위한 일종의 자립 수익이고, 이 운영체제는 스스로에게 값을 지불한다고 하였다. 이 때문에 마진이 발생하지 않는 자원봉사라는 오해가 있으나, 자립수익으로서 개발비에 사용한다는 것은, 개발자에게 인건비로 제공되는 금액이며 여기에는 마크 셔틀워스 본인의 연봉도 포함된다. 캐노니컬은 유한회사로서 소득세,법인세를 납부하고 있으며 창립자 마크 셔틀워스 또한 소득세를 납부하고 있다.
2007년에는 우분투 브랜드를 내걸고 각종 상품을 파는 국제 온라인 상점을 만들었다. 2008년에는 우분투의 이름을 내건 옷과 액세서리에 대해 상표를 등록하였다.